# Walter Agustín Herrera
Walter Agustín Herrera (Ojo de Agua, Santiago del Estero, Argentina; 8 de enero de 1998) es un futbolista argentino. Juega de delantero y su equipo actual es Orense de la Serie A de Ecuador.

## Trayectoria
Comenzó su carrera en el Racing Córdoba en la temporada 2018-19, donde realizó 6 apariciones y 4 goles en el Torneo Federal A. Luego, se trasladó a Deportivo Maipú, donde jugó en el Torneo Federal A y logró el ascenso a la Primera B Nacional, la segunda división del fútbol argentino.
Su ascenso continuó en Juventud Unida de San Luis, donde brilló en el Torneo Federal A durante las temporadas 2021 y 2022, acumulando un total de 50 apariciones y 7 goles. Posteriormente, se unió al Gimnasia de Mendoza en la Primera B Nacional en 2023, destacando con 29 apariciones y 9 goles.
En 2024, fue cedido a préstamo a Orense en la Serie A de Ecuador, obtenido de esta manera su primera experiencia internacional.

## Estadísticas

### Clubes
Actualizado al último partido disputado el 16 de agosto de 2025.
| Club                          | Div.          | Temporada     | Liga  | Liga  | Copas nacionales | Copas nacionales | Copas internacionales | Copas internacionales | Total | Total |
| Club                          | Div.          | Temporada     | Part. | Goles | Part.            | Goles            | Part.                 | Goles                 | Part. | Goles |
| ----------------------------- | ------------- | ------------- | ----- | ----- | ---------------- | ---------------- | --------------------- | --------------------- | ----- | ----- |
| Racing (C) Argentina          | 3.ª           | 2018-19       | 6     | 4     | 1                | 0                | —                     | —                     | 7     | 4     |
| Racing (C) Argentina          | Total club    | Total club    | 6     | 4     | 1                | 0                | 0                     | 0                     | 7     | 4     |
| Deportivo Maipú Argentina     | 3.ª           | 2019-20       | 5     | 0     | —                | —                | —                     | —                     | 5     | 0     |
| Deportivo Maipú Argentina     | 2.ª           | 2021          | 9     | 0     | —                | —                | —                     | —                     | 9     | 0     |
| Deportivo Maipú Argentina     | Total club    | Total club    | 14    | 0     | 0                | 0                | 0                     | 0                     | 14    | 0     |
| Juventud Unida (SL) Argentina | 3.ª           | 2021          | 18    | 1     | —                | —                | —                     | —                     | 18    | 1     |
| Juventud Unida (SL) Argentina | 3.ª           | 2022          | 32    | 6     | —                | —                | —                     | —                     | 32    | 6     |
| Juventud Unida (SL) Argentina | Total club    | Total club    | 50    | 7     | 0                | 0                | 0                     | 0                     | 50    | 7     |
| Gimnasia (M) Argentina        | 2.ª           | 2023          | 29    | 9     | 1                | 0                | —                     | —                     | 30    | 9     |
| Gimnasia (M) Argentina        | Total club    | Total club    | 29    | 9     | 1                | 0                | 0                     | 0                     | 30    | 9     |
| Orense · Ecuador              | 1.ª           | 2024          | 29    | 7     | 1                | 0                | —                     | —                     | 30    | 7     |
| Orense · Ecuador              | 1.ª           | 2025          | 22    | 6     | 0                | 0                | 1                     | 0                     | 23    | 6     |
| Orense · Ecuador              | Total club    | Total club    | 51    | 13    | 1                | 0                | 1                     | 0                     | 53    | 13    |
| Total carrera                 | Total carrera | Total carrera | 150   | 33    | 3                | 0                | 1                     | 0                     | 154   | 33    |
| 1. 2.                         |               |               |       |       |                  |                  |                       |                       |       |       |